# 女神捕 (数字电影)
《女神捕》是CCTV-6于2008年初推出的系列数字电影，共10部，每部约长90分钟。《女神捕》系列在2006年开机拍摄，2007年初完成拍摄，历时92天。剧情內容跟2010年电视劇版的《女神捕》不相同，只是制作者和演員相同。

## 简介
《女神捕》系列通过一系列扑朔迷离的故事营造了一个机警睿智的女神捕铁飞花，主要展现了她的智慧，剧中打戏则较少。作为CCTV-6在2008年的首播剧，《女神捕》取得了频道收视第一的成绩。2009年，北京艺缘同行影视文化有限公司将此系列电影改编成同名电视剧。

## 主创
- 编剧：黄鉴、李宝辉
- 导演：司小冬
- 女主角：商蓉

## 组成

### 计中计
浙江御史宁中则为人耿直刚正不阿，深得坊间民众爱戴，却得罪官
场同僚无数。浙江官场视宁中则为眼中钉肉中刺，恨不能将其置于死地而后快。这一天，宁中则从浙江起程，回京城省亲，半路上遭遇刺客袭击，不幸身亡。宁中则的死，惊动朝政，朝中督察院着铁飞花火速赶赴杭州，查案缉凶。
铁飞花抵达杭州案发现场，从现场勘察和宁中则身上的剑创推断，古玉轩系凶手无疑。苦于没有确凿的证据，铁飞花将古玉轩缉拿归案后，被主管这起案子的陈大人释放。看着“凶手”逍遥法外，铁飞花暗下决心，一定要将其绳之以法。
古玉轩是杭州一带有名的刺客，吃的就是代人行刺这碗饭。一天，一长者找到古玉轩，愿意出五万两银子，雇古玉轩刺杀湖州德顺酒楼老板董成。古玉轩答应下来，却因为发现长者也身怀武功而推辞不干。古玉轩的半路推辞，引来长者的威胁。为此，古玉轩怀疑长者跟铁飞花有关。随后不久发生的事情，让古玉轩改变了最初的判断。正当古玉轩犹豫不决时，一伙亡命之徒已经蠢蠢欲动，准备置古玉轩于死地。一想到扣在长者手里的一家老小，古玉轩无路可退，硬着头皮去行刺董成。
古玉轩暗中跟踪，在行刺中却发现疑笃丛生，自己还遭到蒙面人的袭击。古玉轩的处境，让铁飞花开始动摇最初的推断。此时，铁飞花想到了江湖上传说的“南宫一风”。“南宫一风”常常以重金收买武林高手来刺杀他，在猫与老鼠的游戏玩腻之后，刺客会被武功高强的“南宫一风”杀掉。莫非董成就是“南宫一风”？
带着这样的疑问，铁飞花静眼观变，最终让行刺宁中则的真凶古玉轩从实招来，雇凶杀人的幕后指使苏州知府刘玉良也受到应有的惩罚。原来，江湖上根本没有“南宫一风”这个人。宁中则遇害后，铁飞花与江湖朋友董成设下此局，目的就是给古玉轩制造压力，使其分心而顾此失彼。至此，宁中则一案真相大白，苏州知府刘玉良、行刺真凶古玉轩依律腰斩弃世，以敬效尤。

## 外部連結
- 官方專題（页面存档备份，存于）
- 央視六套-女神捕 (数字电影) 全集